# Offret stundar
Offret stundar är en kristen psalm. Texten är skriven av Johan Olof Wallin.

## Publicerad i
- 1819 års psalmbok, som nummer 83 under rubriken "Jesus lider i Getsemane, förnekas och fängslas".